# Mama Said (álbum)
Mama Said es el segundo álbum de estudio del cantante estadounidense de hard rock Lenny Kravitz, lanzado el 2 de abril de 1991. El por entonces guitarrista de Guns N' Roses Slash coescribió y participó en la canción «Always on the Run». También tocó en "Fields of Joy". La canción «All I Ever Wanted» fue coescrita por Sean Lennon.

## Desempeño comercial
Mama Said se convirtió en el primer álbum de Kravitz en ingresar al Top 40 de los Estados Unidos, alcanzando el puesto #39 en el Billboard 200, y llegando a vender 1,88 millones de copias en los Estados Unidos (a partir de noviembre de 2002). Aunque el álbum ha vendido suficientes copias para ser certificado con Doble Platino, en la RIAA aún figura como disco de platino. En el Reino Unido, el álbum fue un gran éxito, alcanzando el puesto # 8 en el UK Album Chart. El álbum vendió más de tres millones de copias en todo el mundo y estableció la popularidad de Kravitz en el mercado, dos años después de su álbum debut, Let Love Rule.

## Lista de canciones
| LP original |                                    |                                   |          |  |
| N.º         | Título                             | Música                            | Duración |  |
| 1.          | «Fields of Joy»                    | Kravitz                           | 4:03     |  |
| 2.          | «Always on the Run»                | Kravitz-Slash                     | 3:57     |  |
| 3.          | «Stand by My Woman»                | Kravitz                           | 4:16     |  |
| 4.          | «It Ain't Over 'til It's Over»     | Kravitz                           | 3:55     |  |
| 5.          | «More Than Anything in This World» | Kravitz                           | 3:43     |  |
| 6.          | «What Goes Around Comes Around»    | Kravitz                           | 4:40     |  |
| 7.          | «The Difference Is Why»            | Kravitz                           | 4:48     |  |
| 8.          | «Stop Draggin' Around»             | Kravitz                           | 2:37     |  |
| 9.          | «Flowers for Zoë»                  | Kravitz                           | 2:45     |  |
| 10.         | «Fields of Joy (Reprise)»          | Kravitz                           | 3:57     |  |
| 11.         | «All I Ever Wanted»                | Kravitz, Sean Ono Lennon          | 4:04     |  |
| 12.         | «When the Morning Turns to Night»  | Kravitz                           | 2:58     |  |
| 13.         | «What the Fuck Are We Saying?»     | Kravitz                           | 5:10     |  |
| 14.         | «Butterfly»                        | Bachman, Cummings, Kale, Peterson | 1:45     |  |
| 49:18       |                                    |                                   |          |  |